# Leiro (parroquia)
Leiro (llamada oficialmente San Pedro de Leiro) es una parroquia y una villa española del municipio de Leiro, en la provincia de Orense, Galicia.

## Toponimia
La parroquia también es conocida por el nombre de Balde.

## Organización territorial
La parroquia está formada por  cinco entidades de población:

### Entidad de población
Entidad de población que forma parte de la parroquia:
- Barzamellede
- Leiro
- Vilaverde

### Despoblados
Despoblados que forman parte de la parroquia:
- A Agra
- Rubial

## Demografía

### Parroquia
| Gráfica de evolución demográfica de Leiro (parroquia) entre 2000 y 2022 |
|                                                                         |
| Datos según el nomenclátor publicado por el INE.                        |

### Villa
| Gráfica de evolución demográfica de Leiro (villa) entre 2000 y 2022 |
|                                                                     |
| Datos según el nomenclátor publicado por el INE.                    |